# 10079 Meunier
10079 Meunier è un asteroide della fascia principale. Scoperto nel 1989, presenta un'orbita caratterizzata da un semiasse maggiore pari a 2,6368197 au e da un'eccentricità di 0,2319106, inclinata di 7,13841° rispetto all'eclittica.
L'asteroide è dedicato allo scultore belga Constant Meunier.